# Президентские выборы в Китайской Республике (2020)
Президентские выборы в Китайской Республике 2020 года прошли на Тайване 11 января. Был избран 15-й президент и вице-президент Китайской Республики, а также все 113 членов Законодательного Юаня.
Цай Инвэнь одержала победу на президентских выборах, а в Законодательном Юане ее партия сохранила большинство, заняв 61 место из 113. Оппозиционная партия Гоминьдан заняла 38 мест. Из незначительных партий Новая Сила заняла 3 места, Тайваньская Народная Партия 5 мест, Тайваньская государственная строительная партия 1 место. 5 мест занимают беспартийные.